# Berni pásztorkutya

## Bevezetés
A berni pásztorkutya név a német "Berner Sennenhund" névből származik. A "Berner" (vagy angolul Bernese) a Svájci Alpok-beli Bernre utal, ahonnan ez a fajta ered, "Senn" jelentése: alpesi legelők hegyi pásztora, "Hund" jelentése: kutya. Nagy testű kutyafajta, a négy "Sennenhund" (alpesi hegyi kutya) típusú kutya egyike. Ezt a fajta hegyi kutyát eredetileg általános gazdasági kutyaként tartották, de a múltban mint igavonó állatot is használták. A fajta 1907-ben vált hivatalossá, 1937 óta pedig az American Kennel Club elismert tagja a munkacsoportban.

## Jellem
Nyugodt, kiegyensúlyozott, vidám és barátságos kutya. Noha kifejezetten éber, gazdáját, családját és otthonát megvédi minden rossz szándékú behatolótól, általában békésen viselkedik. Mély hangú ugatását csak akkor hallatja, ha komoly baj van. Figyelemmel kíséri, hogy mi történik körülötte, értelmi képességei jóval átlag felettiek. Azt is hamar megérzi, hogy milyen kedélyállapotban van a gazdája és ehhez mérten viselkedik. Gazdájához és családjához hűséges, készséges és többnyire engedelmes is. A berni pásztorkutya rendszerint csodálatos játszótárs a gyerekek számára, akiket meg is védelmez. A macskákkal és egyéb háziállatokkal is jól megfér, mivel a vadászösztön szinte teljesen hiányzik belőle. Baj esetén gazdája mindig számíthat rá. A család barátaival szemben békés és barátságos. Ha idegen érkezik a házhoz, figyeli, hogyan fogadja a gazda, és ennek megfelelően reagál ő is. Egyes példányai hatalmaskodóan viselkedhetnek más kutyákkal, de a többség gond nélkül együtt tud élni fajtársaival.

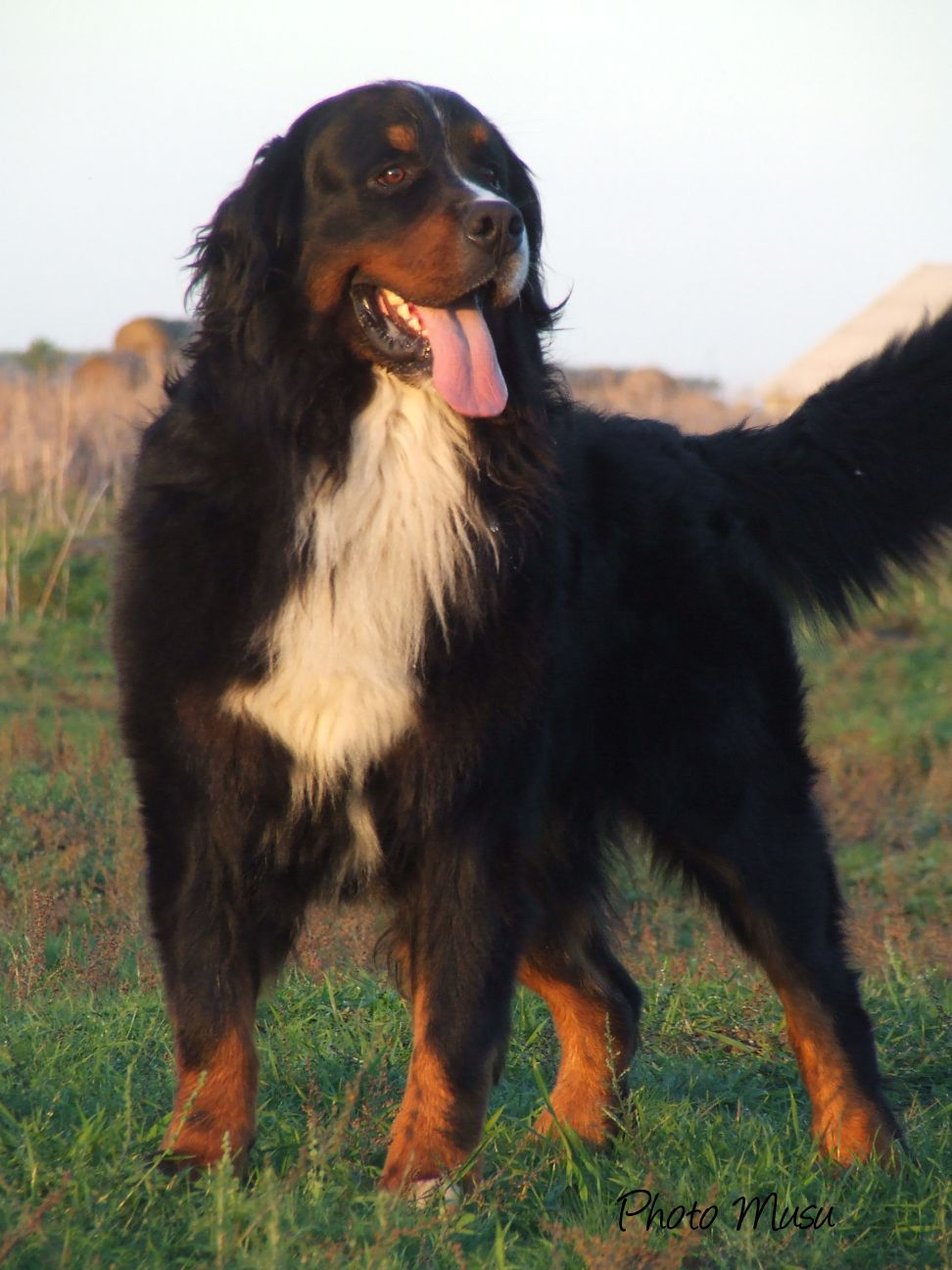
A mai bernik egyike

## Testfelépítés
A berni pásztorkutya törzsének hossza csak valamivel haladja meg a marmagasságát. Mellkasa széles, keresztmetszetben ovális alakú. Hátvonala vízszintes, lágyéka erős, fara enyhén lekerekített. Farka a csánk alá lóg, de a földig nem ér le, a kutya szablya formájúra hajlítva tartja. A válla lapos, izmos, hosszú és ferde. A masszív, egyenes lábak ízületei szépen kirajzolódnak, a mancsok a macskáéra emlékeztetnek. A nyak izmos, közepes hosszúságú. Erős fejének főbb jellemzői a lapos koponya, a határozott, de nem túlzottan kiugró stop, a szemek közti barázda sekély. Közepes nagyságú, háromszög alakú fülei magasan tűzöttek, a fej mellett lelógók. Szemei mandulavágásúak, szemhéjai feszesek. A berni pásztorkutya harapása szabályos ollószerű. A kutya szőre félhosszú, szálai egyenesek vagy enyhén hullámosak. Alapszíne mélyfekete, cserbarna, fehér rajzolattal. A cserbarna foltok csak a szem fölött, a pofán, a lábakon és a mellen lehetnek. A fehér rajzolat a homlokon látható szimmetrikus orrcsíkból, amely sem túl széles, sem túl keskeny nem lehet, és a szügyön lévő kereszt alakú foltból áll. A mancsoknak és farok végének lehetőleg fehérnek kell lenniük, de ez nem kötelező. A mancsok fehérsége azonban nem nyúlhat feljebb a lábközépcsontoknál. A nyak elülső vagy hátulsó oldalán megjelenő fehér folt nem kívánatos, de elfogadható. A szem sötétbarna.

## Méret
- Marmagasság: kan: 64-70 (ideálisan 66-68) cm; szuka: 58-66 (ideálisan 60-63) cm
- Testtömeg: 35–50 kg
- Táplálékigény: 2190 g/nap
- Alomszám: 6-10 kiskutya
- Várható élettartam: 8-10 év

## Egészség
Dániában, Nagy-Britanniában, az Egyesült Államokban és Kanadában készült állategészségügyi felmérések azt mutatják, hogy ez a fajta nagyon rövid életű, rövidebb, mint a hasonló méretű fajtatiszta kutyák általában. A berni pásztorkutyák átlagos élettartama 7-8 év. Összehasonlításképpen: a legtöbb, hasonló méretű, más fajta átlag életkora 10-11 év. A leghosszabb életű berni pásztorkutya egy 2004-es Egyesült királyságbeli felmérés alapján 15,2 éves volt.
Általában a rák a vezető halálozási ok. A berni pásztorkutyáknál sokkal magasabb a halálozási arány rákos megbetegedés következtében, mint a többi fajtánál. Az Egyesült Államokban, Kanadában és az Egyesült Királyságban készült felmérések szerint a berni pásztorkutyák 27%-a rákban pusztul el. Számos különböző típusú daganat jellemző a berni pásztorkutyákra, beleértve a rosszindulatú hisztiocitózist (a szájnyálkahártya és a bőr papillómája), a hízósejtdaganatot (masztocita), a limfoszarkómát, a fibroszarkómát és az oszteoszarkómát is.
A berni pásztorkutyáknál szintén szokatlanul magas a halálozási arány a váz- és izomrendszeri megbetegedések következtében. Ez nem az a kutyafajta, ami jól viseli a hosszú, kitartó túrákat. Egy angol tanulmány alapján a csípőartritisz (ízületi gyulladás) és keresztszalag-szakadás jelentették a halálokok mintegy 6%-át. Összehasonlításképpen: fajtatiszta kutyáknál általában 2% a mozgásszervi betegségek miatti halálozás.
A berni pásztorkutyák tulajdonosai majdnem háromszor valószínűbben jelentenek váz- és izomrendszeri problémákat kutyájuknál, mint más fajtákéi. Leggyakoribb problémák lehetnek a keresztszalag-szakadás, porcsérülés és ízületi gyulladások (különösen váll, könyök és csípő). Az izomrendszeri problémák a kutya életében már szokatlanul korán jelentkezhetnek. Például az angol és kanadai tanulmányokban a kutyák 11%-nál már 3-4 éves korban jelentkeztek. Röviden a berni pásztorkutya tulajdonosoknak fel kell készülniük, hogy megbirkózzanak egy olyan nagy testű kutya gondozásával járó nehézségekkel, amely mozgásszervi problémákkal küzdhet már fiatal korban. Különböző lehetőségek segítségével, például mozgáskorlátozott kutyák számára kifejlesztett rámpákkal az autóba be-kiszállásra vagy ház lépcsőjére helyezve segíthetünk, de egy kényelmes ágy is segíthet enyhíteni a kutya ízületi fájdalmát.

## Megjegyzés
Ez a fajta meglehetősen gyorsan tanul. Elég értelmes ahhoz, hogy megértse, mit akarnak tőle, s általában készségesen engedelmeskedik. Nagyon érzékeny gazdája hanghordozására. A legjobb eredmények akkor érhetők el vele, ha nyugodtan, szeretettel és következetesen bánnak vele. A berni pásztorkutyákat általában társként nagy becsben tartják. Mégis érdemes lehet megpróbálkozni vele valamilyen kutyás sporttal. Az engedelmességi próbákon például egész szép eredményeket érhet el, főként, ha megfelelő felügyelet mellett dolgoztatják.